# Lucas Digne
Lucas Adrien Digne, född 20 juli 1993, är en fransk fotbollsspelare som spelar för Aston Villa. Han spelar främst som vänsterback, men kan även spela som vänstermittfältare. 

## Karriär
Digne gjorde sin proffsdebut för Lille den 26 oktober 2011 i en 3–1-vinst över Sedan i Coupe de la Ligue. År 2016 blev han köpt av FC Barcelona för 3 miljoner euro. 2018 värvades han till Everton men under tränaren Rafa Benitez skar det sig och han fick mindre och mindre speltid. 
Den 13 januari 2022 värvades Digne av Aston Villa, där han skrev på ett 4,5-årskontrakt.

## Meriter

### FC Barcelona
- La Liga: 2017/2018
- Spanska cupen: 2016/2017, 2017/2018
- Spanska supercupen: 2016